# Opalinuston-Formation
- Humph.-Fm. = Humphriesioolith-Formation
- L.Bk-Fm = Liegende Bankkalk-Formation
- H.Bk-Fm = Hangende Bankkalk-Formation
- Zm-Fm = Zementmergel-Formation
- S.-Fm = Solnhofen-Formation
- Rö.-Fm = Rögling-Formation
- U.-Fm = Usseltal-Formation
- Mö.-Fm = Mörnshein-Formation
- N.-Fm = Neuburg-Formation
- R.-Fm = Rennertshofen-Formation

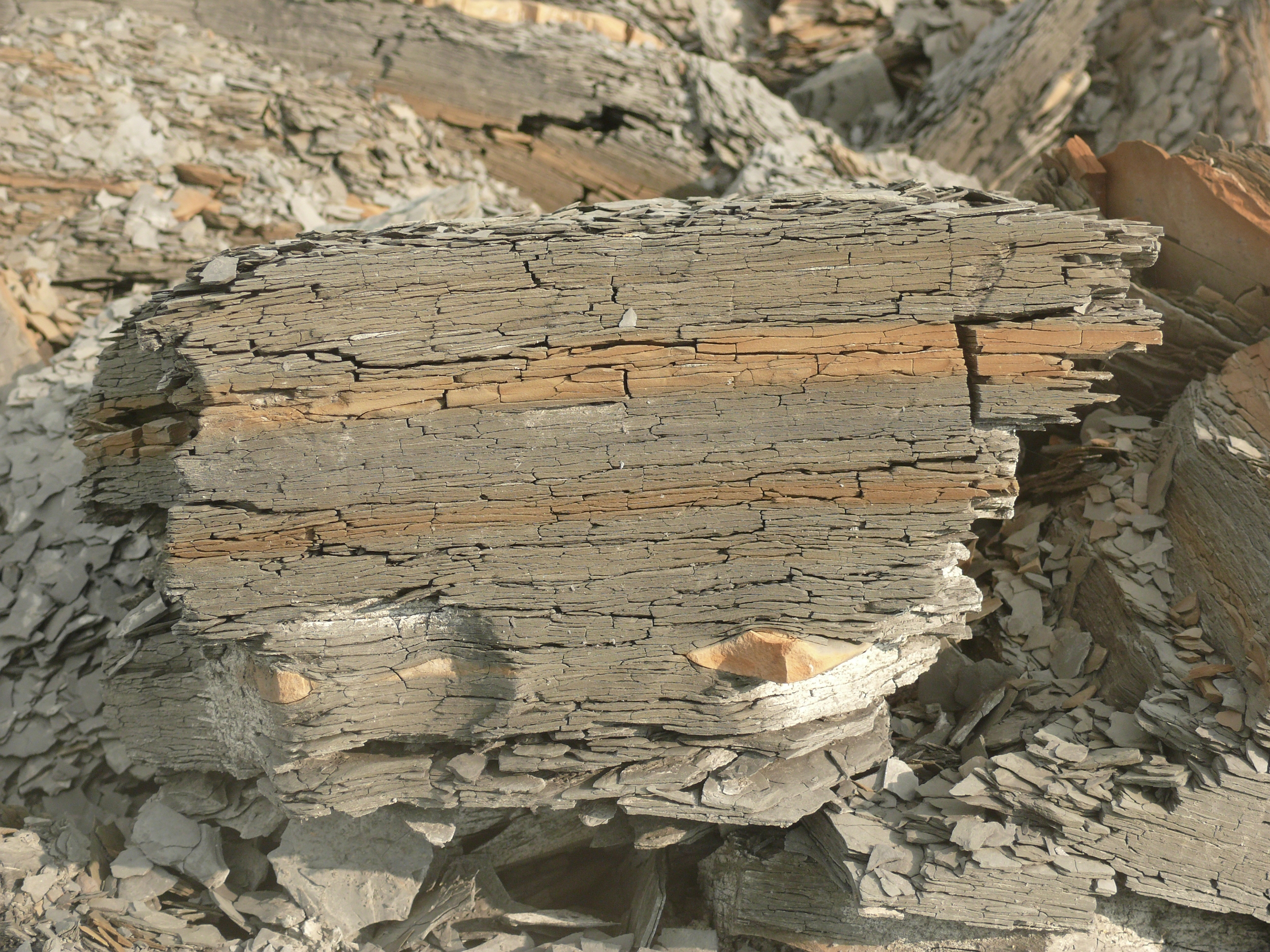
Opalinuston

Die Opalinuston-Formation ist eine lithostratigraphische Formation des Süddeutschen Jura und des Schweizer Jura. Sie ist fast im gesamten Bereich des Süddeutschen Jura verbreitet. Sie wird von der Jurensismergel-Formation unterlagert und regional unterschiedlich von der Murchisonaeoolith-Formation (im Oberrheingebiet), von der Eichberg-Formation (im Wutach-Gebiet) und von der Eisensandstein-Formation auf der Schwäbischen Alb überlagert. Sie wird in das Unteraalenium datiert.

## Geschichte
In der Quenstedtschen Gliederung des Süddeutschen Jura von 1856/57 wird die Opalinuston-Formation mit dem Dogger alpha gleichgesetzt. Benannt ist die Formation nach dem Ammoniten Leioceras opalinum (Reinecke, 1818) (früher Ammonites opalinus genannt). Sie wird heutzutage als lithostratigraphische Formation definiert.

## Definition
Die Opalinuston-Formation besteht aus recht einheitlichen Tonen und Tonsteinen mit einzelnen Toneisensteingeoden-Lagen. Die Mächtigkeit beträgt zwischen 100 und 120 m. Die Opalinuston-Formation umfasst auf der Schwäbischen Alb im Wesentlichen nur eine Ammoniten-Zone, die Opalinus-Zone. Das bedeutet, dass die Opalinuston-Formation in recht kurzer Zeit abgelagert worden sein muss. Diese Biozone ist die unterste (der vier) Biozone(n) des Aaleniums der Mitteljura-Serie. Allerdings setzt die Formation in manchen Gebieten des Süddeutschen Jura (z. B. Oberrheintal und Oberfranken) bereits im obersten Unterjura ein und reicht damit noch in die Pleydellia aalensis-Zone, der obersten Ammonitenzone des Toarciums hinein.

## Lithologie und Untergliederung
Sie wird derzeit daher auch nicht weiter untergliedert. Die geringe Wasserdurchlässigkeit der Tone bedingt, dass sich an der oberen Schichtgrenze der Opalinuston-Formation häufig Quellhorizonte bilden.

## Wirtschaftliche Bedeutung
Die Tone der Opalinuston-Formation wurden früher in vielen Tongruben abgebaut und zu Ziegeln gebrannt. Heute sind nur noch wenige Abbaue in Betrieb, die Blähtonkügelchen herstellen (Liapor bei Tuningen).
Die Opalinuston-Formation wird in der Schweiz als mögliches Wirtsgestein für die Endlagerung hochradioaktiver Abfälle geprüft, die Formationen befinden sich vor allem auch im Bereich des Schweizer Juras. 
Zudem weist der deutsche Zwischenbericht Teilgebiete der Bundesgesellschaft für Endlagerung Opalinustonformationen in Süddeutschland als mögliche Standorte für ein Endlager für radioaktive Abfälle aus. Aufgeschlossen ist der Opalinuston u. a. bei Neunkirch am Randen.
Auch im französischen Bure (Lothringen) werden Opalinus-Gesteinsformationen für die Endlagerung in Betracht gezogen.

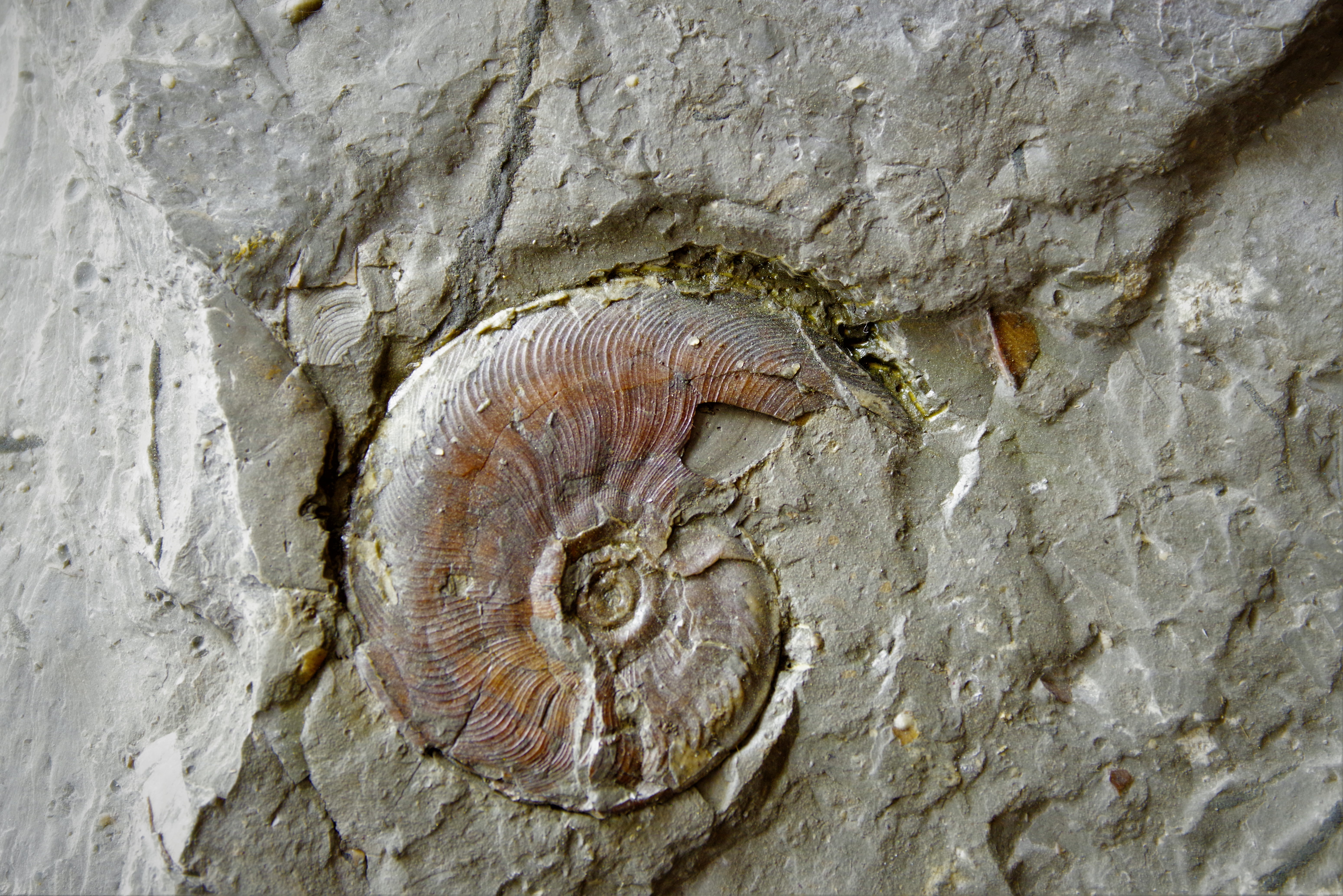
Ammonit aus der Opalinuston-Formation, Tongrube Gächlingen

In der Schweiz ist der Eignungsnachweis für die Endlagerung im Opalin-Gestein erbracht, und auch der konkrete Standortnachweis ist mittlerweile im Gebiet Nördlich Lägern (Kantone ZH und AG) wissenschaftlich definiert, jedoch politisch noch nicht entschieden. Es wurden allerdings auch Zweifel an der Eignung laut: Im Felslabor Mont Terri wurden Bakterien und an anderer Stelle aus dem Meer stammende Salzwasser-Reste im Gestein gefunden. Diese Befunde werden gemäß Labor-Direktor Paul Bossart ernst genommen und wissenschaftlich weiter untersucht, wie z. B. die durch das Salzwasser verursachte Korrosion an den Stahlbehältern mittels sulfatreduzierender Bakterien (pitting corrosion). Auch werden in Zukunft alternative Materialien wie Behälter mit einem Kupfermantel oder Keramik untersucht. Damit könnten die langlebigen Nuklide im Abfall wesentlich länger eingeschlossen werden.